# اتو فون بیسمارک
اُتو اِدوارد لِئوپولد فون بیسْمارک (به آلمانی: Otto Eduard Leopold von Bismarck) (۱ آوریل ۱۸۱۵ – ۳۰ ژوئیه ۱۸۹۸) زمام‌دار سرشناس دولت پروس، دوک لائوئنبورگ و نخستین صدراعظم در تاریخ آلمان بود. وی به «صدر اعظم آهنین» معروف بود. او در
۳۰ ژوئیهٔ ۱۸۹۸ در سن ۸۳ سالگی درگذشت.

## زندگی
بیسمارک در ۱ آوریلِ ۱۸۱۵ در شونهاوزن متوّلد شد. در گوتینگن به تحصیل حقوق پرداخت و پس از اینکه مدتی به عنوان دیپلمات در سن پترزبورگ و در پاریس مشغول بود، در سال ۱۸۶۲ از سوی ویلهلم یکم، امپراتور آلمان صدراعظم و وزیر امور خارجه پروس برگزیده شد. ویلهلم در نظر داشت ارتش پروس را گسترش دهد و این امر با مخالفت مجلس ایالتی (رایشتاگ) روبرو بود و بیسمارک تنها کسی بود که می‌توانست از عهده مقابله با رایشتاگ بر بیاید.

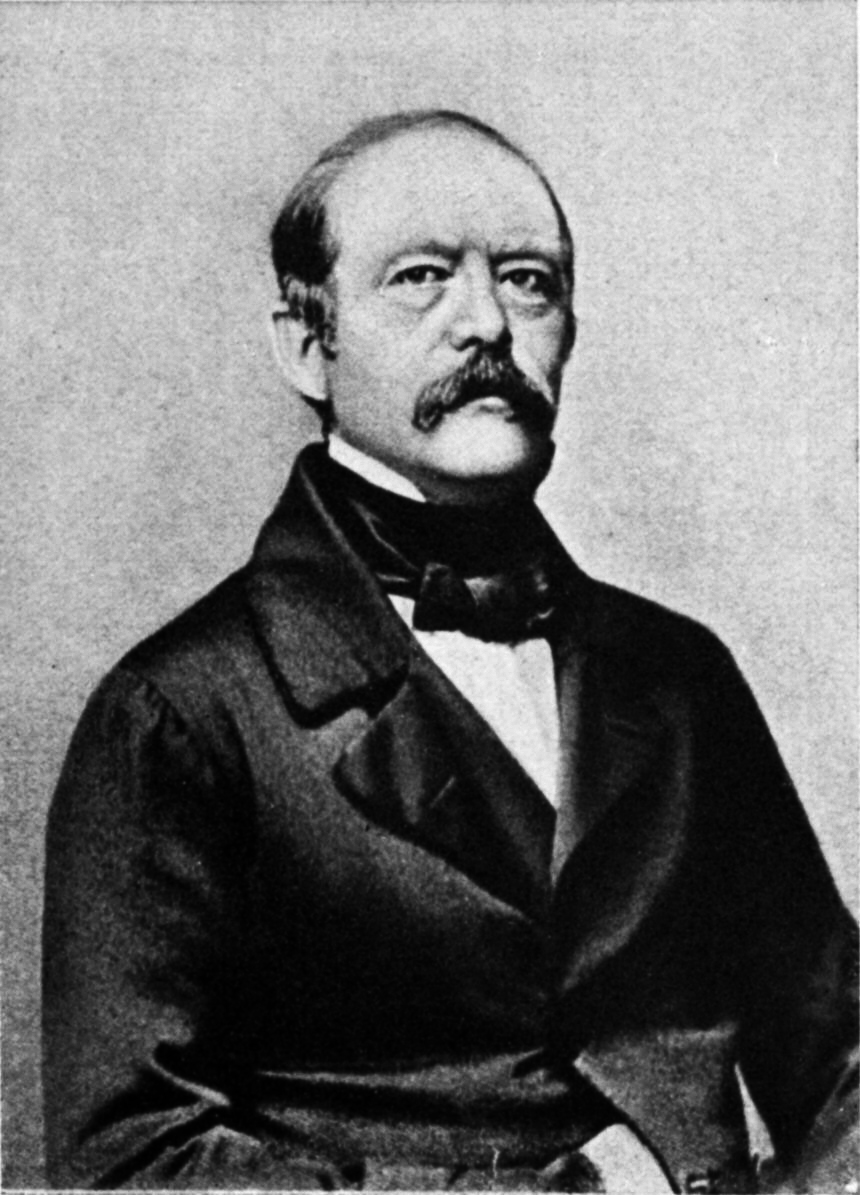
در سال ۱۸۶۳

### وحدت آلمان

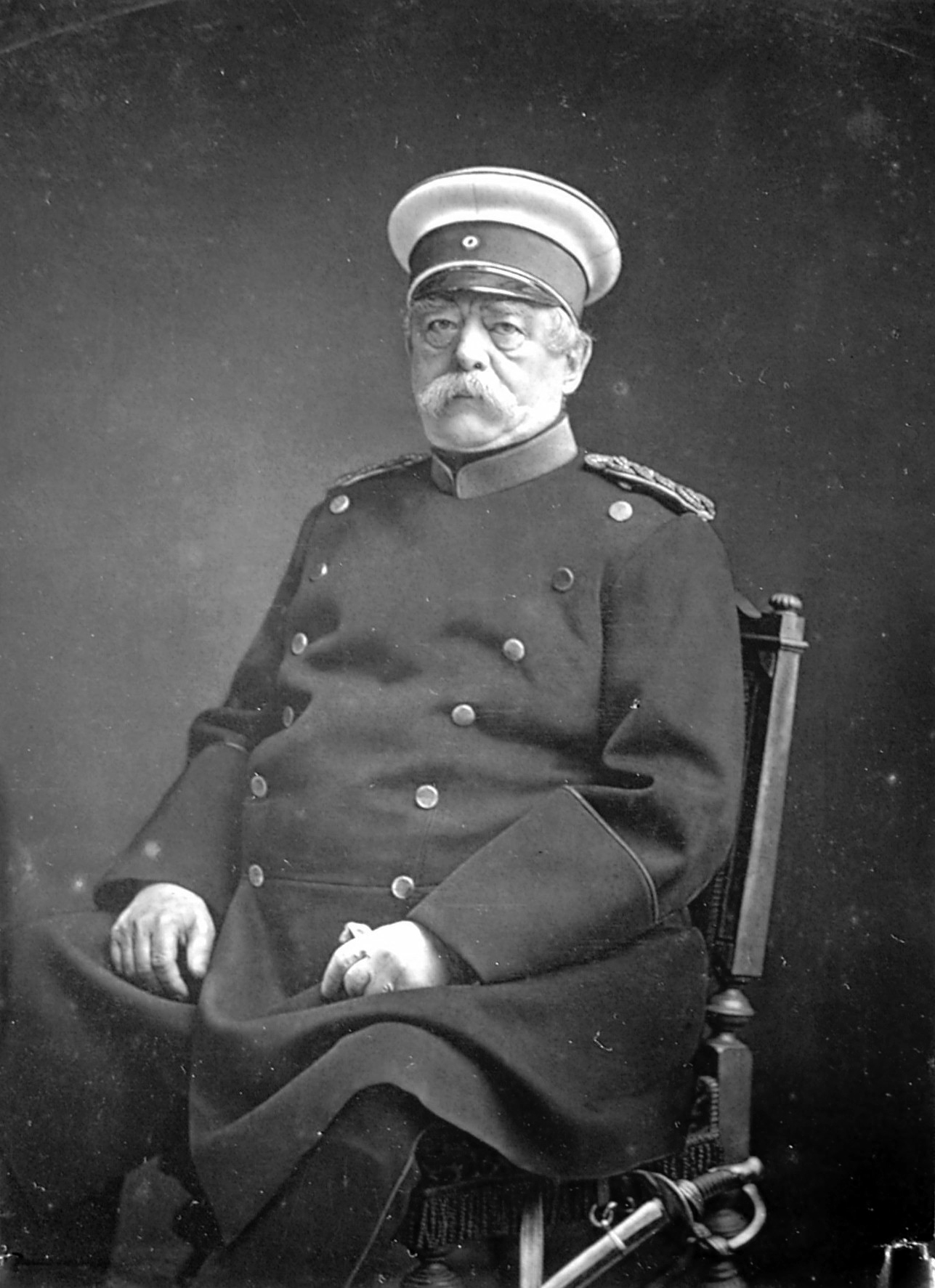
در سال ۱۸۷۵

در سال ۱۸۶۴ بیسمارک با اتریش متحد شد و در جنگ آلمان-دانمارک ایالت اشلسویگ-هولشتاین را متصرف شد. دو سال بعد جنگ پروس-اتریش را آغاز کرد که به نابودی کنفدراسیون آلمان و در نهایت بیرون راندن اتریش از شهریارنشین‌های آلمانی انجامید. سال ۱۸۶۷، کنفدراسیون آلمان شمالی تاًسیس شد که در آن بیسمارک به عنوان صدراعظم منصوب گشت. در پایان جنگ پروس-فرانسه و با شکست ناپلئون سوم در ۱۸ ژانویه ۱۸۷۱، ویلهلم یکم در ورسای به عنوان امپراتور (آلمانی: Kaiser) خوانده شد و از این رو بیسمارک توانست با همت و تلاش خود امپراتوری آلمان را تاًسیس کند. بیسمارک صدراعظم امپراتوری شد و لقب صدراعظم آهنین را از آن خود کرد.

### سیستم بیسمارک

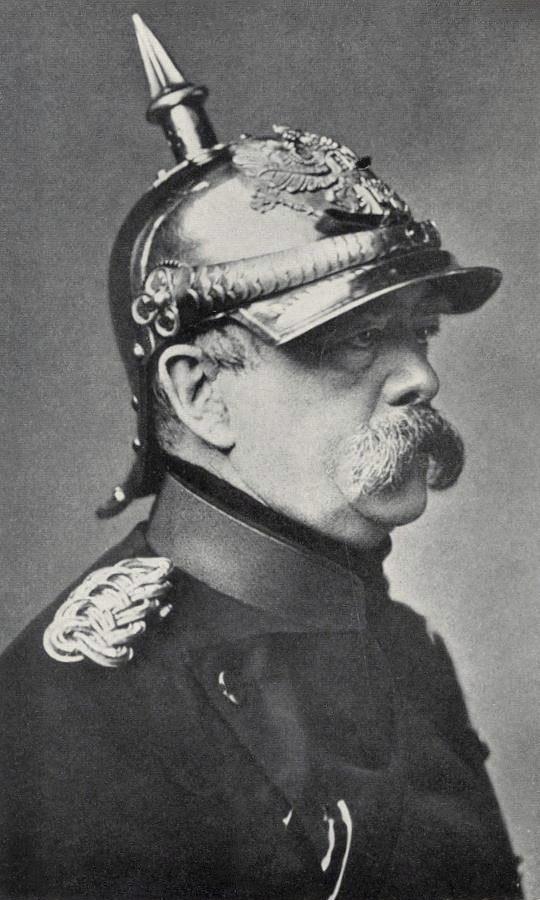
در سال ۱۸۷۱

سیستم بیسمارک به دو سیستم اول و دوم قابل تقسیم است. سیستم اول بیسمارک حاصل توافق سه‌گانه آلمان، اتریش-مجارستان و امپراتوری روسیه بود که با نارضایتی تزار الکساندر دوم نسبت به مفاد قراردادهای سن استفانو و برلین و خروج روسیه از این اتحاد در سال ۱۸۷۸ دچار فروپاشی شد. اما در سیستم دوم، بیسمارک برای تشکیل یک ائتلاف مطمئن ناگزیر از انتخاب یکی از دو رقیب یعنی روس و اتریش بود. بدین منظور بیسمارک اتریش را به عنوان پایه سیستم دپیلماسی جدید برمی‌گزیند و از طریق توافق با ایتالیا این کشور را به عنوان پایه دیگر دیپلماسی خود انتخاب می‌کند. انزوای فرانسه و محوریت آلمان همچنان اصول اساسی این سیستم را تشکیل می‌دهد.

### دیگر اقدامات
۱۸۷۱-۱۸۷۷ بیسمارک در یک جنگ فرهنگی (آلمانی: Kulturkampf) با کلیسای کاتولیک درگیر بود، که به کمتر شدن دوباره نفوذ کلیسای کاتولیک انجامید. سال ۱۸۷۸ قانون سوسیالیستی تصویب شد که با اصلاحات سوسیال-سیاسیِ ۱۸۸۱-۱۸۸۹ همراه بود.
پس از ویلهلم یکم پسرش فریدریش سوم به امپراتوری رسید(۱۸۸۸) و سه ماه بعد از جلوس درگذشت. پادشاه جدید ویلهلم دوم (۱۸۸۸–۱۹۱۸) پادشاهی مستبد و خود را ظل الله می‌دانست. چیزی نگذشت که با صدراعظم پدربزرگ خود که فرمانروای حقیقی امپراتوری بود، اختلاف پیدا کرد. بالاخره در سال ۱۸۹۰ به بیسمارک پیشنهاد شد که از سمت خود استعفا دهد و بیسمارک به پس از لاونبورگ برگشت و تا موقع مرگش (۱۸۹۸) به انتقاد از سیاست امپراتور جدید ادامه داد.

## دیدگاه‌ها

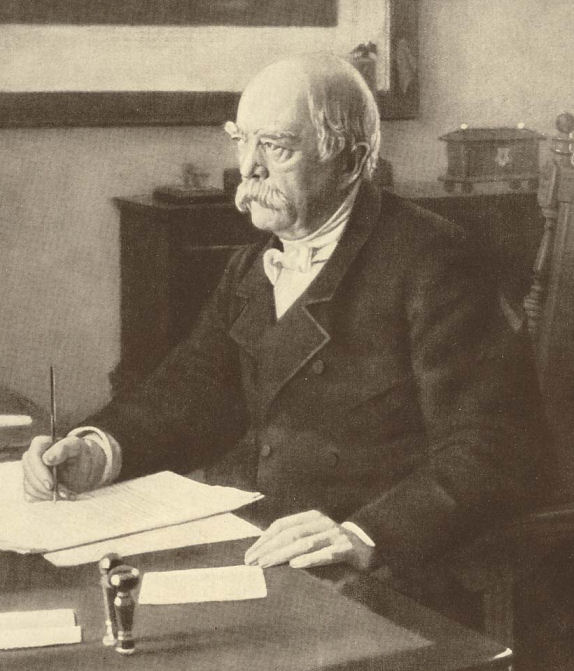
در سال ۱۸۸۶

بیسمارک با این مسئله که می‌توان قدرت را با اصولی برتر به بند کشید مخالف بود. تفکرات وی، سبب رشد و گسترش این تفکر شد که می‌توان با به تکامل رساندن مؤلفه‌های صحیح قدرت، به امنیت دست‌یافت.
وی معتقد بود:
سیاست احساساتی، به مقابله‌به‌مثل معتقد نیست … هر دولتی تلاش می‌کند تا صرفاً بر اساس منافع خودش عمل کند، هرچند که ممکن است ظاهراً به اعمالشان مشروعیت بدهند اما واقعیت این است که تمام کشورهای دنیا فقط به دنبال کسب منفعت خودشان هستند. … تنها اصل سیاسی صحیح، سیاست حفظ منافع ملی است و تنها از این راه می‌توان قدرتمند شد… با سیاست‌های احساسی نمی‌توان راه به‌جایی برد… کسی به خاطر قدرشناسی و اعتماد، به نفع کشوری دیگر وارد نبرد نمی‌شود، فقط ترس از قدرت است که سبب می‌شود تا دیگران به راه ما بیایند؛ به شرطی که بتوانیم از این ترس محتاطانه و ماهرانه استفاده کنیم … سیاست، هنرِ ممکن کردن است … سیاست، علمی نسبی است.

## یادبودها
بعد از اخراج در ۲۰ مارس ۱۸۹۰، توسط ویلهلم دوم، از بیسمارک به‌طور بی‌سابقه و بی‌مانند، تقدیر و ستایش به عمل آمد. این تقدیرها بیشتر در: «بناکردن یادبودها، نام‌گذاری میدان‌ها و خیابان‌ها، دادن لقب‌های افتخاری شهروندی و در برخی موارد محصولات و تولیدات صنعتی» خلاصه می‌شدند.
بیسمارک در سال ۱۸۹۵ میلادی، به عنوان شهروند افتخاری هایدلبرگ منصوب شد و یکی از بهترین میدان‌ها شهر به نام وی نام‌گذاری شد.